# Hude (Oldenbourg)
Pour les articles homonymes, voir Hude.
Hude est une municipalité allemande situé dans le land de Basse-Saxe, au sein de l'arrondissement d'Oldenbourg.

## Personnalités liées
- Helmut Poppendick (1902-1994), médecin nazi et accusé du procès des Médecins, né à Hude